# Брод (громада)
Брод (серб. Општина Брод, хорв. Općina Brod) — боснійська громада, розташована в регіоні Добой Республіки Сербської. Адміністративним центром є місто Брод.